# George Pusenkoff
George Pusenkoff (russisch Георгий Николаевич Пузенков; * 1953 in Krasnapolle) ist ein deutsch-weißrussischer Maler, Installationskünstler und Fotograf. Er ist ein Vertreter des Postmodernismus.

## Leben
George Pusenkoff studierte von 1971 bis 1976 Informatik an der Nationalen Forschungsuniversität für Elektronische Technologie in Moskau. Von 1977 bis 1983 absolvierte er ein künstlerisches Studium (Grafik und Malerei) am Moskauer Polygraphischen Institut, der heutigen Moskauer Staatlichen Universität für Druckwesen. Seit 1984 beteiligte er sich an Ausstellungsprojekten in Moskau sowie in anderen Städten der UdSSR und im Ausland. Während seiner Zeit in der UdSSR zählte Pusenkoff zu den Nonkonformisten. 1987 trat er der Künstlervereinigung Ermitage bei und 1988 wurde er Mitglied der Moskauer Gruppe 88. Ebenfalls seit 1987 gehörte er dem Moskauer Künstlerverband an. Auf Einladung des Galeristen Hans Mayer kam George Pusenkoff 1990 nach Deutschland und lebt und arbeitet seitdem in Köln. Pusenkoff ist jüdischen Glaubens. 2008 war er für den Kandinsky-Preis nominiert.

## Künstlerisches Werk
George Pusenkoff nimmt in seinen Werken häufig auf kunsthistorisch bedeutsame Ereignisse des 20. Jahrhunderts Bezug. Während er in den Anfängen seiner künstlerischen Produktion der Appropriation Art nahestand, wendete er sich seit den 2000er Jahren mehr und mehr der Abstrakten Kunst zu. In seinen Bildern dominieren seitdem Farbe, Linie und Fläche.
Die Werke, in welchen er Zitate der Kunstgeschichte verwendet, erscheinen sehr eingängig und "vertraut", weil der Betrachter diese eben bereits aus anderen Zusammenhängen kennt, wie z. B. das berühmte schwarze Quadrat von Kasimir Malewitsch. Ebenso zitiert oder verfremdet er z. B. Werke von Josef Albers (Homage to Albers, 1998), Robert Rauschenberg (Erased Rauschenberg, 1997), Piet Mondrian (Mondrian 2, 1999) und anderer bedeutender Künstler. Für Pusenkoff ist es bedeutsam, sich mit den Umwälzungen unserer Zeit durch das Aufkommen der Computer auf künstlerischer Ebene auseinanderzusetzen: „Pusenkoff ist ein konzeptueller Maler in dem Sinne, daß  er nicht spontan und intuitiv ans Werk geht, sondern ein Nachdenken über Fragen der Bildentstehung, der Wahrnehmung, des Originals und der Malerei im Medienzeitalter Grundlage seiner Kunst ist.“ (Ch. Zuschlag: George Pusenkoff: Mit Pinsel und Pixel…)
1993 hatte George Pusenkoff die Gelegenheit einer Einzelausstellung in einem Raum der Tretjakow-Galerie. Der Raum, der ursprünglich nicht als Ausstellungsraum konzipiert wurde, wurde von einer 42 Meter langen Fensterfront dominiert, die den Blick der Betrachter nach außen und nicht auf ausgestellte Kunstwerke im Inneren richtete. Pusenkoff entwickelte für diesen Raum eine Installation, bei welcher die Fensterfront durch eine aus Holz gefertigte Wand verdeckt wurde. Auf dieser Wand wurden dann die Kunstwerke installiert: „Ich baute eine Wand auf, die ein Fenster mit einer Höhe von 6 Metern und einer Länge von 42 Metern verstellte. Diese riesenhafte Fläche wurde von 24 gemalten Bildern des Formats zwei mal zwei Meter und 600 ihrer verkleinerten Kopien bedeckt, die in einem bestimmten Rhythmus angeordnet waren.“ Das Gemälde Pusenkoffs said Duchamp, in welchem er zum ersten Mal ein Abbild der Mona Lisa in sein Werk integrierte, ist extra für diese Ausstellung entstanden. Es zeigt einen lächelnden Frank Sinatra als Reminiszenz an Marcel Duchamps Ready-Mades und die Mona Lisa. 2008 wurde die Installation The Wall anlässlich einer umfassenden Werkausstellung im Kunstmuseum Bochum La Condition Humaine erstmals im Westen gezeigt.
Die Verschmelzung digitaler Techniken mit Darstellungen bekannter Ikonen der Kunstgeschichte führt zu Kunstwerken, die plakativ wirken und an die Pop Art erinnern. Pusenkoffs Kunst wurde daher auch öfters mit der Andy Warhols verglichen. Wie Warhol nutzt auch Pusenkoff Vervielfältigungen und Reihungen, verwendet leuchtende Farben, thematisiert die umfassende Verfügbarkeit von Kunstobjekten im Medienzeitalter. Warhol ging es vorrangig darum, den industriellen Herstellungsprozess von Kunst im Zeitalter seiner technischen Reproduzierbarkeit offenzulegen. Pusenkoffs Thema dagegen ist die Bedeutung der Malerei als einem Gegenpol zu der computergenerierten Bilderflut der Gegenwart.

### Computerinterface und Pixel
Auch wenn Pusenkoff sich als klassischen Maler definiert, nutzt er jedoch die Möglichkeiten des Computers bei der Schaffung seiner Werke. Er lädt Bilder aus dem Internet auf seinen Computer, bearbeitet sie mittels Photoshop, vergrößert oder verkleinert Ausschnitte, radiert mit dem digitalen Radierer etc. Im nächsten Arbeitsschritt fertigt ein Plotter Folien, in welchen das Motiv in Hell-und-Dunkel aufgelöst dargestellt wird, und die von Pusenkoff vorher markierten Partien vorgestanzt werden. Sie werden aus den Folien ausgeschnitten und auf die Leinwand übertragen. Anschließend trägt der Künstler in acht bis zwölf übereinander liegenden Schichten Acrylfarbe auf, zum Teil mit Sand gemischt, so dass sich reliefartig erhöhte Teile im Bild ausbilden. Diese Technik der Bildbearbeitung nennt man „Pochoir“.
1996 malte Pusenkoff ein Werk, das einen Windows Bildschirm darstellt (Big Square (1:1)). Das Bild zeigt den Bildschirm detailgetreu mit allen Taskleisten. Oben steht der Titel der Datei Square, daneben die Information, dass dieses Bild in der Bildbearbeitungssoftware im Verhältnis 1:1 dargestellt ist, dieses Bild also dieselbe Größe wie das Original hat. Unten steht im Rahmen die Information, wie viel Raum diese Datei benötigt – 28 KB. Viele von Pusenkoffs Werken zeigen Bestandteile eines Computer-Bildschirms und auch in den Werktiteln wird immer wieder auf die Möglichkeiten des Computers bei der Gestaltung von Bildern verwiesen, wie z. B. „Cancel“ (Who is afraid Cancel Cancel, 1998), „Matrix“ (Paint Matrix, 2001) oder „Erased“ (Erased Painting, 2003). Seine Werke irritieren, indem sie die Bildschirmoberfläche imitieren. Der Betrachter glaubt, ein Werk vor sich zu haben, das er verändern und gestalten kann. Aber in Wahrheit ist es ein gemaltes Bild, das unveränderlich ist. Diese Irritation ist vom Künstler beabsichtigt: „Ich bin sogar davon überzeugt, dass der Zustand ununterbrochener Irritation die Grundbedingung für das Verständnis jedweder künstlerischen Sprache ist.“

### Mona Lisa im Werk von George Pusenkoff
Leonardo da Vincis Meisterwerk Mona Lisa ist Teil unseres kulturellen Gedächtnisses geworden und hat viele Künstler des 20. Jahrhunderts zu eigenen Bearbeitungen inspiriert. Auch George Pusenkoff hat sich mit der Mona Lisa beschäftigt, sein erstes Werk mit einem Abbild der Mona Lisa malte er 1993, es trägt den Titel said Duchamp. Seitdem arbeitet er immer wieder mit dem Bild der Mona Lisa, in einem Ausmaß wie wohl noch kein anderer Künstler vor ihm: „Für Pusenkoff ist seine Mona Lisa zu seinem weiblichen Alter Ego geworden, zur ikonischen Repräsentantin seiner eigenen künstlerischen Identität.“

#### Single Mona Lisa (1:1)
1997 schuf er mit seinem Bild Single Mona Lisa (1:1) sein wohl bekanntestes Werk der Mona Lisa. Es zeigt das Gesicht der jungen Frau, von Pusenkoff in den Farbtönen weiß, schwarz und gelb eingefärbt. Zunächst hatte er das Bild digital von der Website des Louvres heruntergeladen, dann am Computer bearbeitet und danach mit Acrylfarben auf Leinwand gemalt. Das Werk zeigt – wie für Pusenkoff üblich – einen Computerrahmen um das Gesicht der Mona Lisa, Taskleisten sind dargestellt, als könnte man das Bild bearbeiten, oben steht der Titel des Bildes Single Mona Lisa (1:1), unten ist die Dateigröße in Megabyte angegeben. Auch hier wieder ist die Illusion vollkommen, es würde sich um ein rein digitale Kopie des Kunstwerkes von Leonardo Da Vinci handeln. Dass das bearbeitete Werk dennoch den Eindruck des Originals beim Betrachter hervorrufen kann, liegt daran, dass das Werk Leonardo da Vincis im Laufe des 20. Jahrhunderts zu einer Medienikone wurde, die jeder kennt.

#### Mona Lisa Travels
1998 wurde das Bild Single Mona Lisa im Staatlichen Russischen Museum in St. Petersburg ausgestellt. Pusenkoff transportierte das Kunstwerk selbst mit seinem Auto von Moskau nach St. Petersburg und machte unterwegs spontan Fotos des Werkes vor verschiedenen Hintergründen. In der Folge reiste er mit dem Kunstwerk durch ganz Russland und fotografierte es in den unterschiedlichsten Situationen. Die Fotos wurden mit einer Mittelformatkamera aufgenommen und zeigen sehr unterschiedliche Situationen. Pusenkoff arrangierte die Bildausschnitte nach rein künstlerischen Überlegungen und bezog u. a. Effekte wie Spiegelungen oder Licht und Schatten in seine Konzeption mit ein. Einige Beispiele dieser Abbildungen mit seinem Werk Single Mona Lisa seien hier genannt: Man sieht z. B. Marktszenen mit Pusenkoffs Mona Lisa, eine Datscha mit dem Bild; Pusenkoff brachte das Bild auch auf das Schiff Aurora, das in der Oktoberrevolution eine große Rolle spielte. Im Russischen Museum fotografierte er sein Werk vor berühmten russischen Kunstwerken des 19. Jahrhunderts, er stellte es vor Denkmäler, positionierte es vor einer blau getünchten Kirche an der Eingangstür, zeigt Obdachlose vor dem Bild und kontrastiert sie mit einer Aufnahme seiner Mona Lisa im Spielkasino von St. Petersburg. Das spektakulärste Bild ist eine Aufnahme eines Elefanten, der das Werk in seinem Rüssel balanciert – eine Aufnahme, die möglich wurde, weil zu dieser Zeit Dreharbeiten mit einem Elefanten in einem Moskauer Vorort stattfanden. Bisher reiste das Gemälde durch Russland, Israel, Deutschland und Italien.

#### Mona Lisa Time Tower
2002 begann George Pusenkoff an seinem Projekt Mona Lisa 500 zu arbeiten. Ausgangspunkt für dieses Projekt war zum einen eine Einladung der Tretjakow-Galerie für eine Einzelausstellung 2004, zum anderen wurde gerade in dieser Zeit der 500. Geburtstag des Original-Gemäldes gefeiert. Gemeinsam mit Marc Scheps entwickelte Pusenkoff das Konzept, 500 in Siebdruck gefertigte Versionen seines Gemäldes Single Mona Lisa (1:1) in einer Installation räumlich wirken zu lassen. Es entstand ein riesiger runder Turm mit einem Durchmesser von zehn Metern, einem Umfang von 30 Metern und einer Höhe von sechs Metern. Der Turm besteht außen aus 500 Quadraten aus Aluminium mit der Größe 60 × 60 × 4 cm, die mit schwarzem Industrielack beschichtet wurden und die Umgebung und das Sonnenlicht glänzend reflektieren. Für den Eingang in die begehbare Installation wurden 8 Quadrate entfernt. Von innen sieht sich der Betrachter mit 500 Siebdruck-Versionen des Gemäldes Single Mona Lisa (1:1) konfrontiert, die in allen Farben des Regenbogens schillern. Die besondere Herausforderung bestand darin, die Farben in einem natürlich erscheinenden Farbverlauf denen eines Regenbogens anzunähern. Dafür schuf Pusenkoff extra in Zusammenarbeit mit dem RAL-Institut eine Farbpalette, die patentiert wurde. Im Inneren des Raums hört man in einer Endlosschleife eine Musik Voice of Mona Lisa. Pusenkoff hat sie nach Archivmaterialien Leonardo da Vincis komponiert. Die Rauminstallation wurde nicht nur in der Tretjakow-Galerie ausgestellt, sie war auch 2005 auf der 51. Internationalen Biennale in Venedig zu sehen. Seit 2005 befindet sich der Turm im Außengelände des Museum Ritter.

#### Mona Lisa goes Space
Am 15. April 2005 – zufällig dem Datum des Geburtstags Leonardo da Vincis – startete das russische Sojus Raumschiff TMA-6 vom Weltraumbahnhof Baikonur zur Internationalen Raumstation (ISS). An Bord befand sich auch das Gemälde von George Pusenkoff Single Mona Lisa (1:1). Es ist die ultimative Fortsetzung des von Pusenkoff entwickelten Projekts „Mona Lisa Travels“ und konnte nur unter schwierigen Bedingungen realisiert werden. Die Behörden fanden die Idee zwar in der Theorie gut, führten aber ständig neue Gründe ins Feld, warum das Projekt unrealisierbar sei. Erst als George Pusenkoff den damaligen italienischen Botschafter in Russland, Gianfranco Facco Bonetti, anschrieb, bot sich die Möglichkeit der Realisierung der Idee. Die Verbindung von Wissenschaft und Kunst, die ja auch in Leonardo da Vincis Leben von Bedeutung war, fand hier eine "Aktualisierung" in Form dieser Reise eines Abbildes der Mona Lisa ins Weltall. Für die Aktion wurde das Gemälde Pusenkoffs aus dem Keilrahmen genommen, so dass es gerollt werden konnte. An Bord des Raumschiffs wurde das Gemälde von dem italienischen Astronauten Roberto Vittori betreut. Am 25. April 2005 kehrte die Sojus mit dem Gemälde auf die Erde zurück.
Neben dem Originalgemälde Pusenkoffs Single Mona Lisa (1:1) flog auf dieser Mission auch ein künstlich geschaffener Kristall mit, auf dem in Nanotechnologie ein Abbild des Gemäldes aufgetragen wurde: „Das eigentliche Bild der Mona Lisa befindet sich auf einer Metallplatte, die etwa zwei mal zwei Millimeter misst und in einen künstlichen Kristall eingegossen ist. Auf diesem Plättchen befindet sich ein winziger Punkt. Innerhalb dieses Punktes ist ein Bereich definiert, der etwa ein Hundertstel so groß ist wie dieser Punkt selbst und darauf befindet sich ein Relief der Mona Lisa. Um dieses Relief zu fertigen, wird die Spitze einer Nadel elektronisch aufgeladen und mit einem computergesteuerten Roboter auf die Fläche geführt, auf der das Bild erscheinen soll. Anschließend wird sie Sauerstoff ausgesetzt und überall da, wo die Nadelspitze das Trägermaterial berührt hat, oxidiert sie. So entsteht ein Relief, das aus Molekülen aufgebaut ist.“ Es ist nicht möglich, dieses Abbild mit bloßem Auge zu sehen. Erst über den Umweg eines Computers, der Signale abtastet, war es möglich, das Kunstwerk sichtbar zu machen. Der Kristall mit dem Abbild der Mona Lisa von Pusenkof gemalt befindet sich noch immer auf der Internationalen Raumstation und umrundet mehrmals am Tag unseren Planeten.

## Der Prozess gegen Helmut Newton (The Power of Blue)
1995 wurde George Pusenkoff von dem Fotografen Helmut Newton verklagt, weil er in Pusenkoffs Kunstwerk „Power of Blue“ eine (ungenehmigte) Bearbeitung eines seiner Fotos mit dem Titel „Miss Livingstone I, Beverly Hills, 1981“ sah. Newton war der Ansicht, dass das Kunstwerk Pusenkoffs seinem Werk in seinen entscheidenden Komponenten so sehr ähnele, dass es ein Plagiat sei.
Das deutsche Urheberrechtsgesetz regelt in § 23 eindeutig, dass der Urheber eines Werkes zustimmen muss, bevor eine Bearbeitung des Werkes verwertet werden darf. Allerdings besagt § 24, dass ein „selbstständiges“ Werk, welches in „freier Benutzung des Werkes eines anderen“ geschaffen worden ist, ohne Genehmigung des Urhebers verwertet werden darf. Auf diese Norm berief sich Pusenkoff. Das Gericht hatte nun zu entscheiden, ob das Bild „Power of Blue“ als eine Bearbeitung oder eine freie Benutzung anzusehen sei.
Das Schwarz-Weiß-Foto Helmut Newtons zeigt einen weiblichen Akt von vorne, auf einem Klappstuhl sitzend. Der Hintergrund ist weiß, rechts und links ist in Umrissen die Umgebung zu erkennen. Die Frau sitzt breitbeinig auf dem Stuhl, ein Bein angewinkelt, so dass ihr Geschlecht deutlich sichtbar ist, und strahlt Selbstbewusstsein aus. Das Gesicht der Frau ist erkennbar und am Rand des Fotos ist eine stilisierte, aber doch erkennbare, Umgebung sichtbar. George Pusenkoffs Werk dagegen ist farbig – in dem typischen, tiefen Blauton, der Yves Klein zitiert. Der Akt selbst ist nur noch als Silhouette erkennbar. Ein gelbes Quadrat bedeckt die Scham der Frau und reicht bis zum Knie. Das gelbe Quadrat ist als eine Reminiszenz an Kasimir Malewitsch zu verstehen.
Das OLG Hamburg entschied zugunsten Pusenkoffs, da seine Bearbeitung beinah alle Kernelemente des Fotos von Helmut Newton so verfremdet hatte, dass eigentlich kaum noch etwas übrig bleibe, das an das Kunstwerk von Newton erinnere. Das Gericht ging ausführlich auf die Unterschiede in den Werken Newtons und Pusenkoffs ein. Newtons Metier sei das eines Fotografen, der vornehmlich mit Licht arbeite. Dagegen sei Pusenkoff Maler, sein Arbeitsfeld sei die Fläche. Während es Newton um die versachlichte Darstellung von Erotik gehe, ist in George Pusenkoffs Werk nichts mehr davon sichtbar. In seinem Bild ist die im Akt dargestellte Frau nur noch als Silhouette zu sehen, das gelbe Quadrat verbirgt gerade die Scham, die Farbe blau ist deutlich als Reminiszenz an Yves Klein wahrzunehmen. Während Newton darauf beharrte, dass die spezielle Pose, in der die Frau auf Pusenkoffs Bild „Power of Blue“ zu sehen ist, identisch sei mit der auf seinem Foto, erklärte das Gericht, dass allein die Haltung und Pose eines Fotos nicht urheberrechtlich geschützt seien.
Der Prozess erregte zur damaligen Zeit, auch international, viel Aufsehen – nicht nur wegen des Klägers Helmut Newton – sondern vor allem auch, weil dies einer der ersten Prozesse zum Thema der Aneignung und Verfremdung von bestehenden Kunstwerken war, wie sie postmodern arbeitende Künstler, z. B. auch in der Appropriation Art nutzten. Besonders bedeutsam wird die rechtliche Situation durch die digitale Revolution. Der Prozess wird auch in dem 2018 erschienenen Buch Digitale Kunst und freie Benutzung erwähnt.

## Ausstellungen (Auswahl)

### Einzelausstellungen
- 1991: Galerie Hans Mayer, Düsseldorf
- 1993: The Wall, Tretjakow-Galerie, Moskau, Russland (Diese Ausstellung wurde im selben Jahr auch in der Galerie Hans Mayer in Düsseldorf gezeigt)
- 1995: George Pusenkoff,[21] Ursula-Blickle-Stiftung, Kraital
- 1995: Russisches Museum,[21] St. Petersburg, Russland
- 1997: Simply Virtual,[22] Mannheimer Kunstverein, Mannheim
- 1998: Simply Virtual,[22] Museum Ludwig im Staatlichen Russischen Museum St. Petersburg, Russland
- 2002: Erased Black Square,[23] Felix-Nussbaum-Haus, Osnabrück
- 2002: George Pusenkoff: Painted and Erased, Märkisches Museum (Witten),[24]
- 2003: George Pusenkoff: Erased or Not Erased,[25] Jüdisches Museum Westfalen, Dorsten
- 2004: Mona Lisa 500, Tretjakow-Galerie, Moskau, Russland
- 2007: Mona Lisa und das schwarze Quadrat,[26] Museum Ritter, Waldenbuch
- 2007: George Pusenkoff: Who is afraid,[27][28] Museum für Moderne Kunst, Moskau, Russland
- 2008: La Condition Humaine,[29] Museum Bochum
- 2011: George Pusenkoff: Neo–Gau Malerei,[30] Mannheimer Kunstverein
- 2013: Pusenkoff & Pusenkoff: After Reality, (Kunstprojekt miteinander korrespondierender Werke von George Pusenkoff und seinem Sohn Ilya Pusenkoff)[31] Ludwig Museum Koblenz, Koblenz (Die Ausstellung wurde später auch im Museum für Moderne Kunst (MMOMA), Moskau, Russland gezeigt)

### Ausstellungsbeteiligungen
- 1986: 17 th Exhibition of Young Artists, Moskau, Russland
- 1987: Shock Workers of Art. ASSA Art-Rock-Parade,[32] Kulturhaus der Moskauer Elektrolampenfabrik, Moskau, Russland
- 1987: Culture of Visual Art: Retrospective of Moscow Artists, Hermitage Amateur Gesellschaft, Moskau, Russland
- 1988: Labyrinth, Jugendpalast, Moskau, Russland
- 1988: 18.th Exhibition of Young Artists, Moskau, Russland
- 1988: Gruppe 88, Armenische Botschaft, Moskau, Russland
- 1994: Europa – Europa. Das Jahrhundert der Avantgarde in Mittel- und Osteuropa,[33] Kunst- und Ausstellungshalle der Bundesrepublik Deutschland, Bonn
- 2002: Abstract Art in Russia, The Twentieth Century,[34] Russisches Museum, St. Petersburg, Russland
- 2002: Das Rote Haus,[35] Städtische Galerie Villa Zanders, Bergisch Gladbach
- 2002: Kunst nach Kunst,[36] Neues Museum Weserburg Bremen
- 2003: Das Recht des Bildes. Jüdische Perspektiven in der modernen Kunst,[37] Museum Bochum
- 2003: Das Quadrat in der Kunst,[38] Sammlung Marli Hoppe-Ritter, Museum Ettlingen
- 2003: New Countdown. Digital Russia Together with Sony. Contemporary Art and New Technologies, Guelman Galerie, Central House of Artists, Moskau, Russland
- 2004: Stella Art Gallery, Moskau, Russland
- 2004: Moskau – Berlin, Staatliches Historisches Museum, Moskau, Russland
- 2005: Faces, Guelman Gallery, Central House of Artists, Moskau, Russland
- 2005: Russian Pop Art, Staatliche Tretjakow-Galerie, Moskau, Russland
- 2005: Between Digital and Analog, Sacral and Profane, 1. Biennale of Contemporary Art, Neue Manege, Moskau, Russland
- 2005: Mona Lisa goes Space, 51. Biennale di Venezia
- 2005: Square, Museum Ritter, Waldenbuch
- 2007: I Believe, 2. Biennale of Contemporary Art, Vinzavod, Moskau, Russland
- 2012: Decoration Of The Beautiful. Elitism And Kitsch In Contemporary Art, Tretjakow-Galerie, Moskau, Russland
- 2014: Post Pop: East Meets West, Saatchi Gallery, London, England
- 2015: 6. Internationale Biennale Peking: Memory and Dream, Nationales Kunstmuseum von China(NAMOC), Peking, China
- 2017: 7. Internationale Biennale Peking: The Silk Road and World’s Civilizations, Nationales Kunstmuseum von China(NAMOC), Peking, China
- 2017: Wanderausstellung Aqua, Chateau de Penthes, Art for the World, Genf, Schweiz
- 2021: Kein Tag ohne Linie,[39] Museum Ritter, Waldenbuch